# Dự án Eden
Dự án Eden là một địa điểm rất được ưa chuộng bởi khách du lịch tới Cornwall, Anh. Đó là công trình phức hợp về môi trường quy mô lớn bao gồm hai khu vực quần thể có mái vòm có chứa hai quần xã sinh vật khác nhau, gồm thực vật được thu thập từ nhiều vùng khí hậu và môi trường đa dạng. Dự án nằm trong một hố Kaolinit khai hoang, nằm cách 2 km (1,2 mi) từ thị trấn St Blazey và 5 km (3 dặm) từ một thành phố lớn hơn, St Austell, Cornwall.
Hai khu vực quần thể cách biệt này có thêm những nhà mái vòm nhỏ liền kề chứa hàng ngàn loài thực vật, và mỗi khu vực mô phỏng một quần xã sinh vật tự nhiên. Các quần xã sinh vật bao gồm những mái vòm với hàng trăm tấm nhựa nhiệt dẻo hình lục giác hoặc ngũ giác được hỗ trợ bởi khung thép. Quần xã lớn nhất trong hai, mô phỏng một môi trường rừng mưa và cái thứ hai, một môi trường Địa Trung Hải. Công trình này còn có một vườn thực vật ngoài trời, gồm có nhiều loài thực vật và động vật hoang dã có nguồn gốc từ Cornwall và Vương quốc Anh nói chung.

## Thiết kế và xây dựng
Dự án được nghĩ ra bởi Tim Smit và được thiết kế bởi kiến trúc sư Nicholas Grimshaw và công ty kỹ thuật Anthony Hunt và những người cộng tác (nay là một phần của Sinclair Knight Merz). Davis Langdon thực hiện việc quản lý dự án, Sir Robert McAlpine và Alfred McAlpine  xây dựng, Mero thiết kế và xây dựng các quần xã sinh vật, và Arup làm các dịch vụ kỹ sư, chuyên gia tư vấn kinh tế, kỹ sư môi trường và kỹ sư giao thông vận tải. Dự án xây dựng kéo dài 2 năm rưỡi và mở cửa cho công chúng vào ngày 17 tháng 3 năm 2001.

## Công trình

### Bố trí

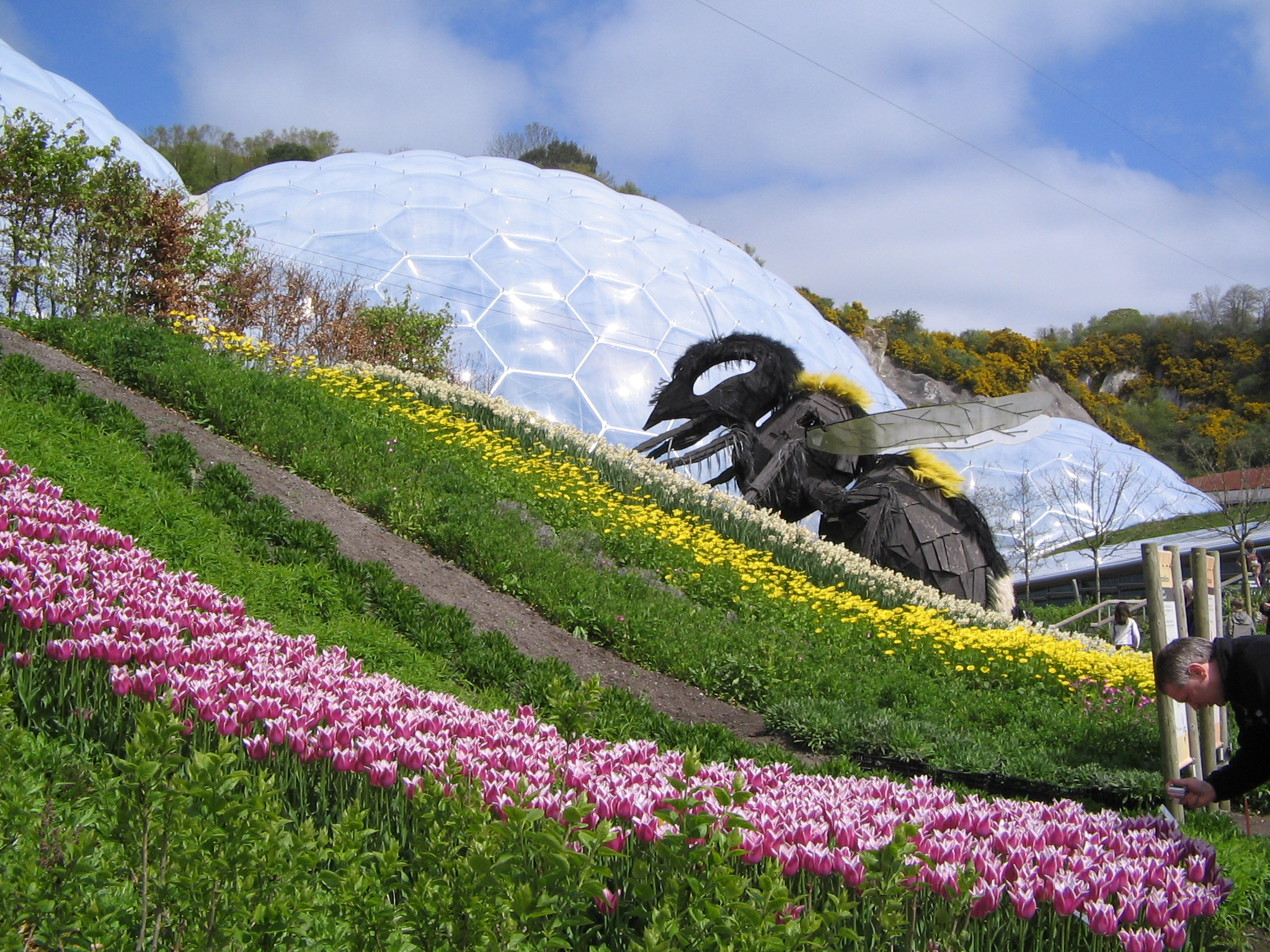
The Bee (con ong)

Khi vào đến địa điểm du lịch, có một con đường uốn khúc với quan cảnh của hai quần xã sinh vật, phong cảnh cây trồng, bao gồm các vườn rau, và các tác phẩm điêu khắc bao gồm một con ong khổng lồ và The WEEE Man, một tượng cao chót vót làm từ các thiết bị điện tử cũ và có ý nghĩa đại diện cho chất thải điện tử trung bình được sử dụng bởi một người trong suốt cuộc đời.

### Quần xã sinh vật
Ở dưới đáy của hố là hai quần xã sinh vật được bao phủ cách biệt:
Quần xã sinh vật nhiệt đới, bao gồm 1,56 ha (3,9 mẫu Anh) và cao 55 m (180 ft), rộng 100 m (328 ft), và dài 200 m (656 ft). Nó được dùng để trồng các cây nhiệt đới: như cây chuối có quả, cà phê, cao su và tre khổng lồ, và được giữ ở nhiệt độ và độ ẩm nhiệt đới.

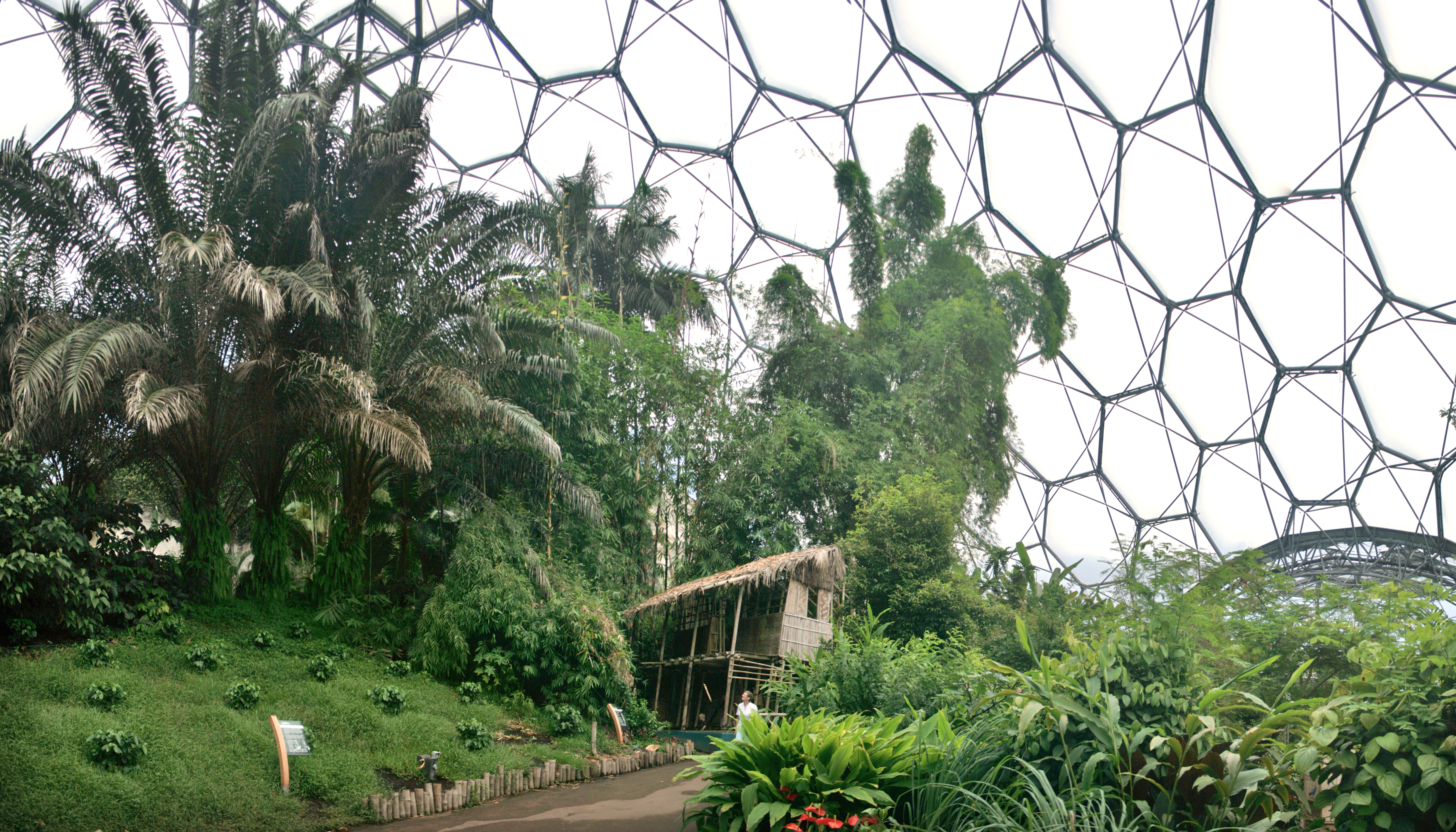
Quần xã sinh vật nhiệt đới

Quần xã sinh vật Địa Trung Hải bao gồm 0,654 ha (1,6 mẫu Anh) và rộng 35 m (115 ft), rộng 65 m (213 ft), và dài 135 m (443 ft). Đây là nơi trồng các cây quen thuộc với khí hậu nóng vừa và khô cằn: như cây ô liu và nho và các tác phẩm điêu khắc khác nhau.
Vườn ngoài trời đại diện cho khu vực ôn đới của thế giới với các cây: như trà, oải hương, hoa bia, gai và hoa hướng dương, cũng như các loài cây địa phương.

#### Vật liệu cấu trúc
Các quần xã sinh vật kín được xây dựng với khung từ thép ống (hex-tri-hex) bọc với chủ yếu các tấm ốp lục giác bên ngoài làm từ nhựa nhiệt dẻo ETFE. Kính không được dùng do trọng lượng của nó và những nguy hiểm có thể xảy ra. Các tấm ốp được tạo ra từ vài lớp phim mỏng ETFE, tia UV có thể đi qua, được nối lại xung quanh chu vi của nó với các tấm khác và thổi phồng để tạo ra một bong bóng lớn. Cái bong bóng này hoạt động như một tấm chăn giữ nhiệt cho cấu trúc. Vật liệu ETFE không bị ảnh hưởng bởi hầu hết các vết bẩn, đơn giản là được rửa sạch khi mưa xuống. Nếu cần, thì có thể leo dây làm sạch. Mặc dù ETFE có thể bị chọc thủng, những lỗ này có thể được dễ dàng dán lại bằng băng ETFE. Cấu trúc hoàn toàn tự hỗ trợ, không cần có sự hỗ trợ bên trong, và có dạng của một cấu trúc geodesic (nhẹ, mái vòm). Các tấm khác nhau về kích thước có thể dài đến 9 m (29,5 ft), tấm lớn nhất ở trên cùng của cấu trúc.
Các công nghệ ETFE được cung cấp và lắp đặt bởi công ty Vector Foiltec, mà cũng chịu trách nhiệm bảo trì liên tục cho lớp phủ này. Toàn bộ dự án xây dựng được quản lý bởi liên doanh McAlpine.

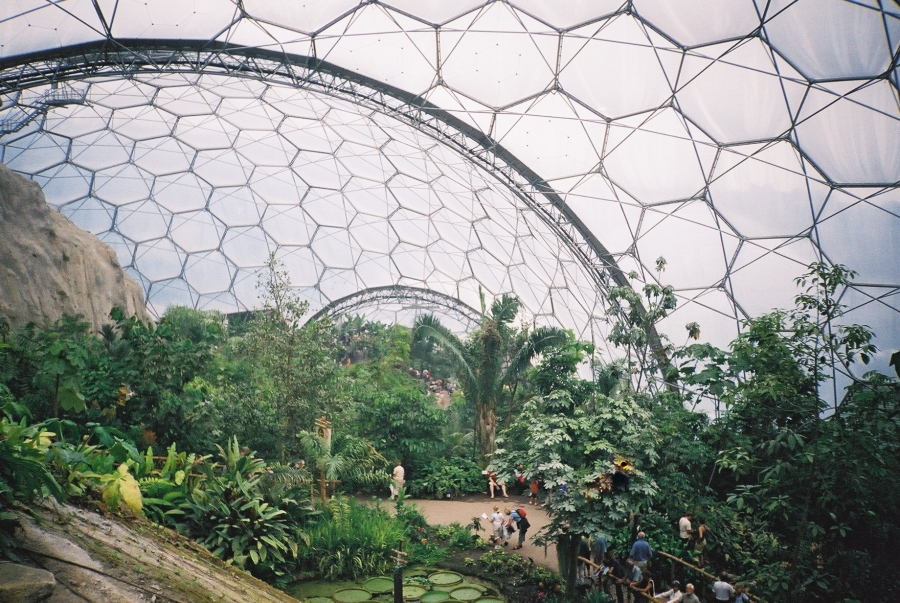
Bên trong Quần xã sinh vật nhiệt đới
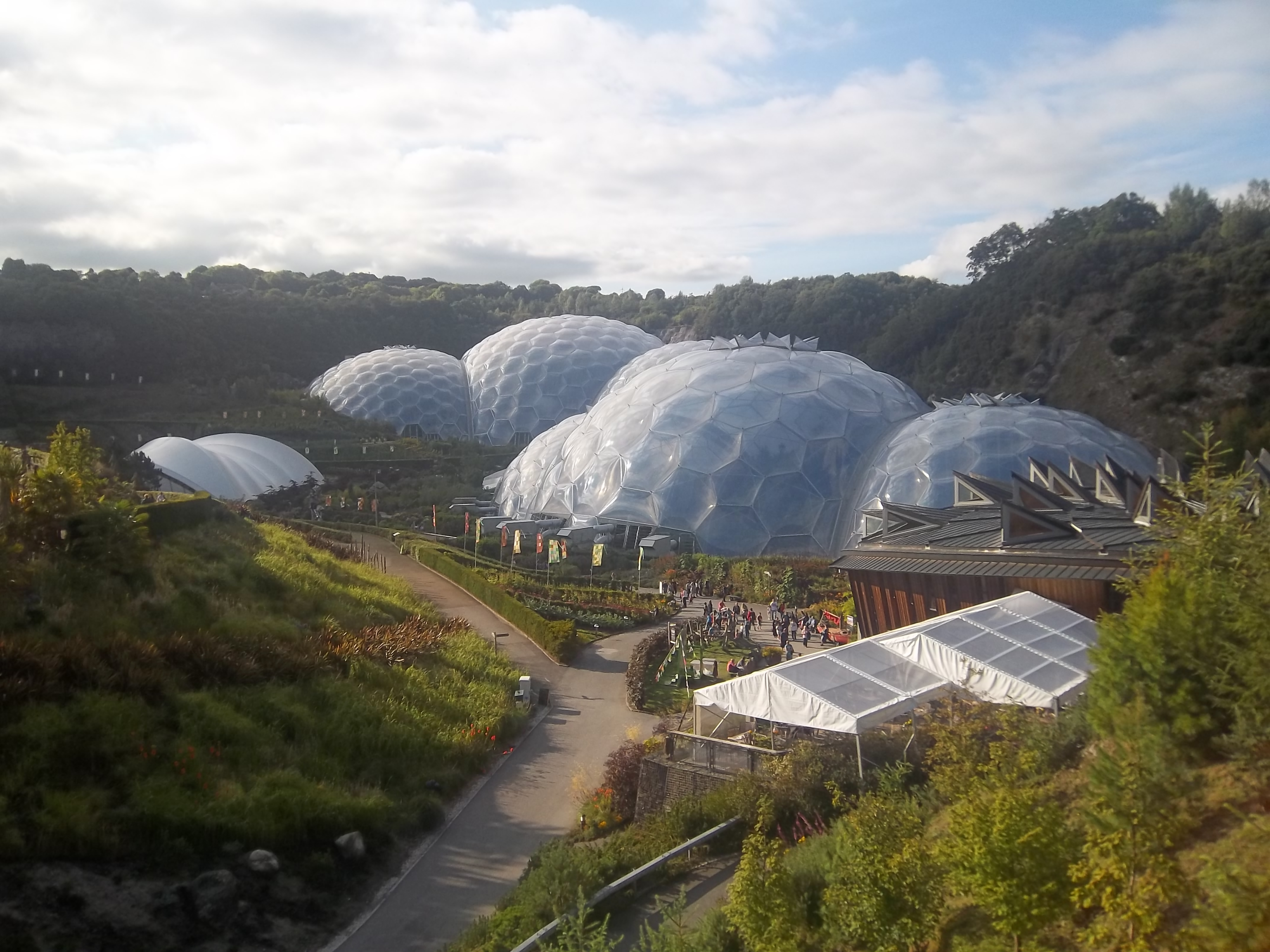
Các quần xã sinh vật
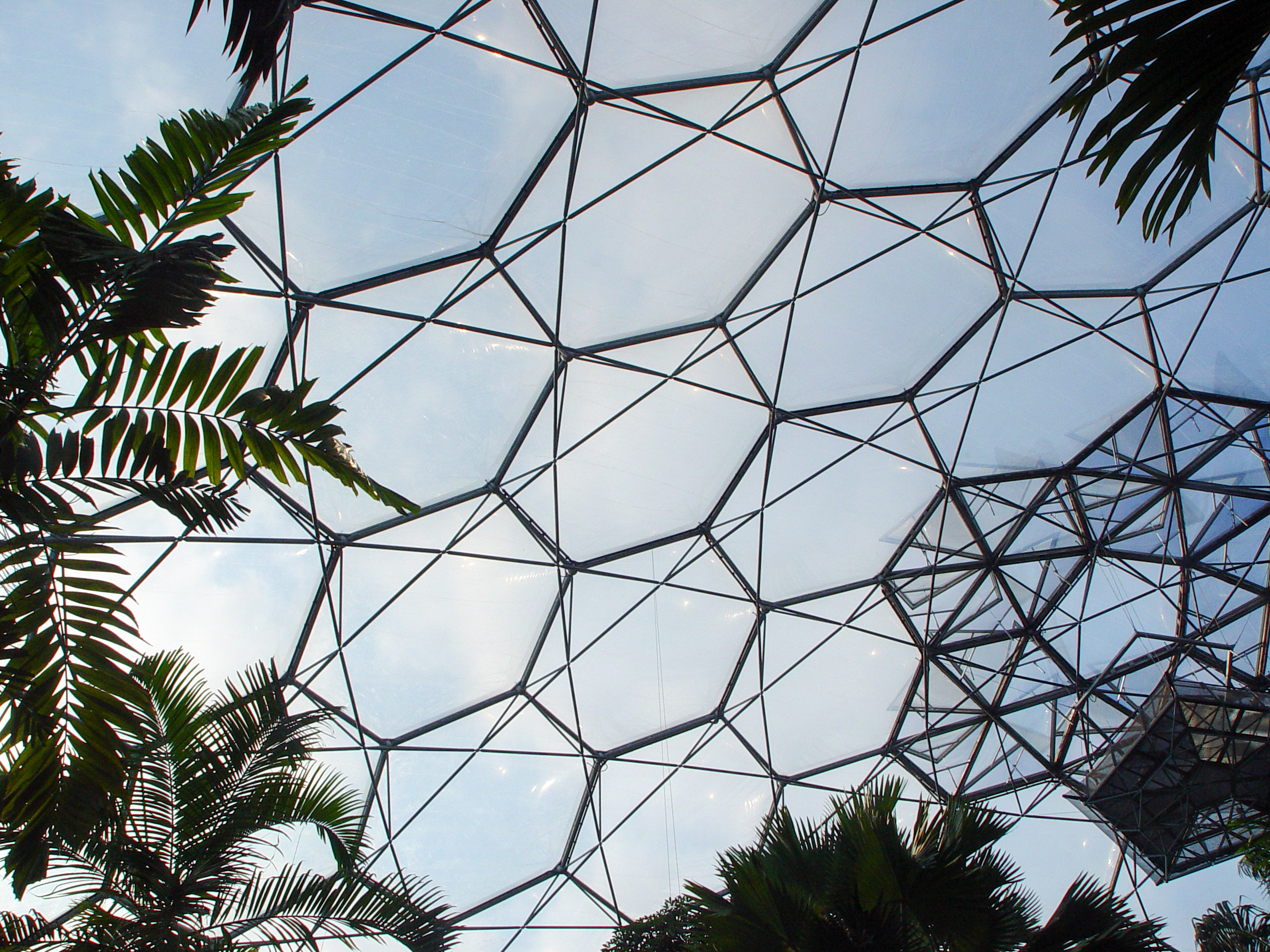
Cấu trúc lục giác nhìn từ bên trong

### The Core

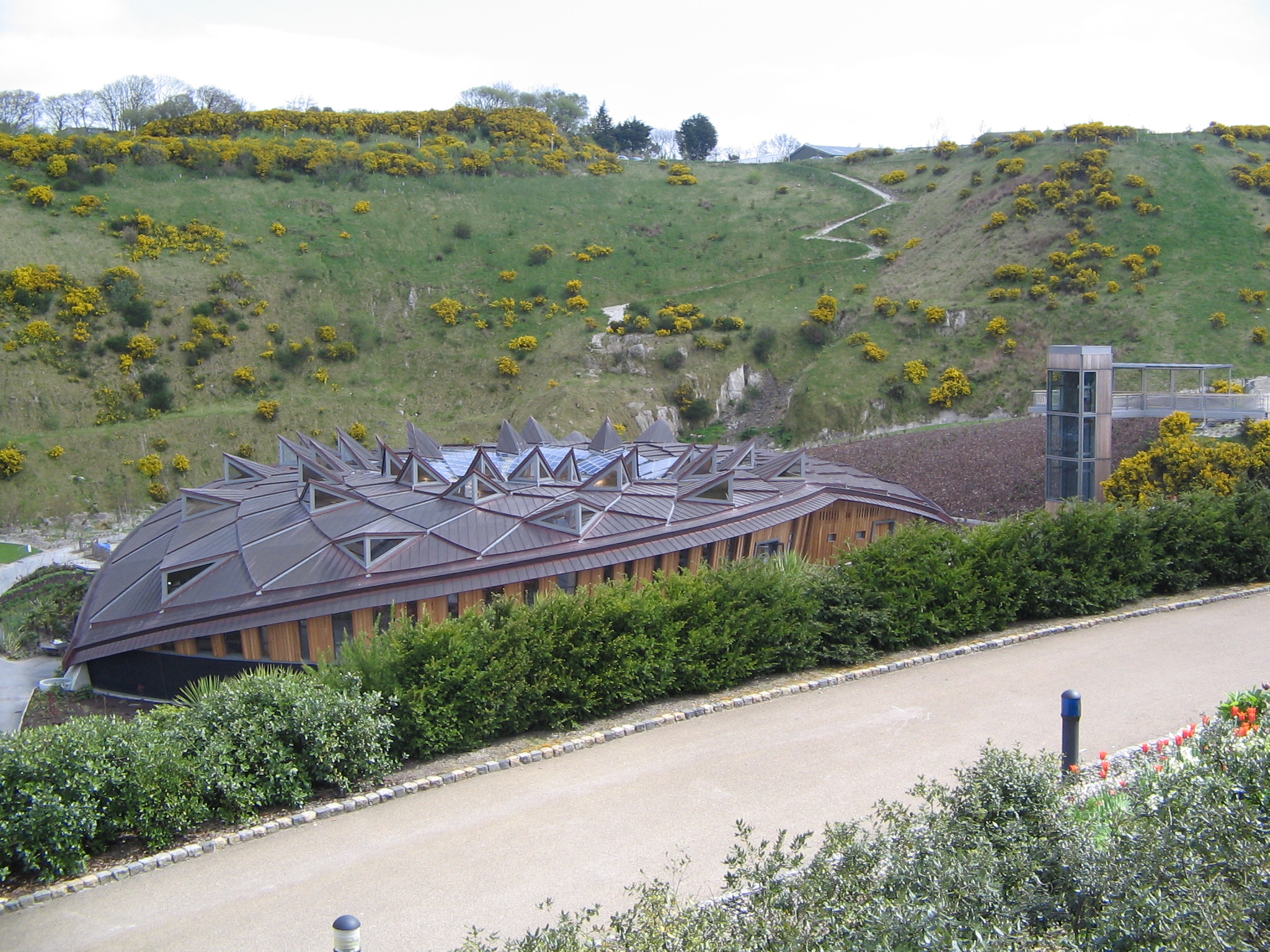
The Core

The Core là một bổ sung mới nhất cho dự án và được khai mạc vào tháng 9 năm 2005. Nó cung cấp cho dự án Eden với một cơ sở giáo dục, kết hợp các lớp học và không gian trưng bày được thiết kế để giúp truyền đạt thông điệp trung tâm Eden về mối quan hệ giữa con người và thực vật. Theo đó, tòa nhà được xây dựng lấy cảm hứng từ thực vật, đáng chú ý nhất trong các hình thức của những mái nhà gỗ cao vút, tạo cho tòa nhà hình dạng đặc biệt của nó.
Grimshaw phát triển hình học của mái nhà bọc đồng với sự hợp tác của một nhà điêu khắc, Peter Randall-Page, và Mike Purvis của hãng kỹ sư kết cấu SKM Anthony Hunt. Nó có nguồn gốc từ phyllotaxis, là căn bản toán học cho gần như tất cả tăng trưởng thực vật; "các xoắn ốc đối nghịch nhau" được tìm thấy trong nhiều loài thực vật: như trong các hạt của nụ hoa hướng dương, nón thông và dứa. Đồng lấy từ các nguồn nhất định, và Dự án Eden đang làm việc với nhóm Rio Tinto để khám phá các nguồn cung cấp kim loại đáng khuyến khích, cho phép người sử dụng tránh dùng kim loại khai thác không có đạo đức. Các dịch vụ và thiết kế âm thanh, cơ khí và kỹ thuật điện được thực hiện bởi Buro Happold.

#### Nghệ thuật tại The Core

Seed bởi Peter Randall-Page

The Core cũng là nơi triểm lãm nghệ thuật suốt năm. Một tác phẩm triển lãm thường xuyên có tựa Seed (hạt giống), của Peter Randall-Page, tại phòng chờ đợi. Seed là một cục đá lớn có dạng quả trứng, hiển thị một mô hình phức tạp của một phần nhô ra dựa trên các nguyên tắc hình học và toán học là cơ sở tăng trưởng thực vật.

## Khía cạnh môi trường

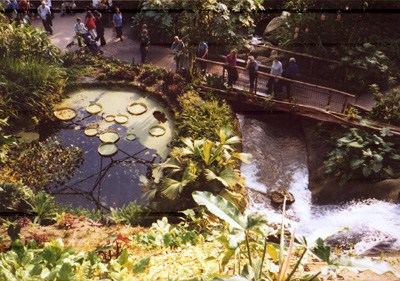
Bên trong Quần xã sinh vật nhiệt đới

Các quần xã sinh vật cung cấp điều kiện phát triển đa dạng, và nhiều loài thực vật đang được trưng bày.
Dự án Eden bao gồm giáo dục môi trường tập trung vào sự phụ thuộc lẫn nhau của các cây cối và người dân; các cây được dán nhãn với công dụng dược học của chúng. Số lượng khổng lồ về nhu cầu nước để tạo điều kiện ẩm ướt cho Quần xã sinh vật nhiệt đới, và để phục vụ nhà vệ sinh, là nước mưa được làm sạch, nếu không sẽ phải lấy nước dưới đáy hố. Chỉ cần nguồn nước công cộng để rửa tay và để nấu ăn. Khu phức hợp này cũng sử dụng tiền điện theo loại Xanh lục - năng lượng đến từ một trong những tua-bin gió ở Cornwall, mà là những tua bin đầu tiên ở châu Âu.
Trong tháng 12 năm 2010, Dự án Eden nhận được giấy phép để xây dựng một nhà máy điện địa nhiệt tạo khoảng 4MWe, đủ để cung cấp cho Dự án Eden và khoảng 5.000 hộ gia đình.